# Monumentul grănicerilor (Cahul)
Monumentul grănicerilor este un monument amplasat în Cahul, Republica Moldova. Este un monument istoric de importanță națională inclus în Registrul monumentelor Republicii Moldova ocrotite de stat cu nr. 29 (raionul Cahul).